# آن روزها
آن روزها (به عربی: الأیام) اتوبیوگرافی طه حسین است که در سه بخش نوشته شده‌است. زندگی کودکی وی و سبک سری‌هایی که با استادانش داشته و سپس زندگی‌اش در جامع الازهر که به خاطر برآوردن آرزوی پدرش به آن جا رفته بود و سپس زندگی اش در پاریس و آشنایی با همسرش جزو بخش‌های این کتاب هستند.
این کتاب را حسین خدیو جم به فارسی برگردانده است.

## دربارهٔ کتاب
کتاب سه بخش دارد.
1. . طه حسین در این بخش از کودکی‌اش و مشکلاتی که نابینایی برایش ایجاد کرده می‌گوید. این بخش به مشکلات جامعه آن روز مصر، خوبی‌ها و بدی‌هایش می‌پردازد.
2. . شرح زمانی که بین ورود به الازهر و پویش دایم نویسنده در جامع و گفتگوهایش با شیوخ آن و نقد مستمری که از ایشان داشته است. این بخش تا ورود نویسنده به دانشگاه را پوشش می‌دهد.
3. . تحصیل در دانشگاه، سفر به فرانسه، گرفتن لیسانس و دکتری و بازگشت به مصر در کسوت استاد دانشگاه.